# Miagrammopes longicaudus
Miagrammopes longicaudus là một loài nhện trong họ Uloboridae.
Loài này thuộc chi Miagrammopes. Miagrammopes longicaudus được Octavius Pickard-Cambridge miêu tả năm 1882.